# Behara
Behara es una ciudad y comuna en Madagascar. Pertenece al distrito de Amboasary Sud, que es una parte de la Región Anosy. La población de la comuna se estima en aproximadamente 18.000 habirtantes en 2001 según censo comunal.
La enseñanza primaria y primer ciclo de la enseñanza secundaria  están disponibles en la ciudad. La mayoría del 80% de la población de la comuna son los agricultores, mientras que un 15% recibe su sustento de la ganadería. Los cultivos más importantes son la yuca y el arroz, también patatas dulces son un producto agrícola importante. Los servicios proporcionan empleo al 5% de la población. Behara es también un nombre de una comunidad en la India.